# Beremundo González Rodríguez
Beremundo González Rodríguez (Petín, 1909-París, 1986) escritor y político comunista gallego.
Pasó un tiempo en Cuba en los años 1930 y al regresar a España fue miembro del Partido Comunista. Tras la guerra civil española, se mudó a Francia y ayudó luego con la revolución cubana de Fidel Castro y pasó un tiempo en Argentina antes de regresar a Francia.

## Obra
- Poética Galicia. París, 1971 (1973, 2.ª ed.).
- La poesía revolucionaria española. París, 1976.
- Háblame de Amor, 1969.
- Águila intercontinental, 1970.
- Cité de la Nuit, 1970
- Poèmes pour le Vietnam, 1972 (en colaboración con Franco Bianciardi).